# 干祖望
干祖望（1912年9月—2015年7月2日），男，江苏省金山县（今上海市）人，中国中医耳鼻咽喉科学家，南京中医药大学第一附属医院教授，第二届国医大师。